# Domus Praeconum
La Domus Praeconum è un edificio di età severiana, appendice del palazzo di Domiziano sul colle Palatino a Roma, situata tra il Paedagogium e il Circo Massimo.
Si tratta di un edificio orientato in maniera leggermente diversa dal soprastante Paedagogium e organizzato attorno ad un piccolo cortile rettangolare circondato da un portico a pilastri; sul lato nord poi si trovano tre ambienti coperti a volta, uno centrale più grande e due laterali, che probabilmente sostenevano un secondo piano.
L'edificio, che doveva essere la casa degli araldi, spiccava per i decori di pitture e mosaici (oggi nell'Antiquarium del Palatino) e risale all'epoca severiana. In particolare è il soggetto di un mosaico con araldi che ha fatto ipotizzare la destinazione dell'edificio, confermata anche da un'epigrafe che parla dei nuntii circi muniti di vessilli, che precedevano i cortei nel vicino Circo Massimo.